# Koo Sang-min
Đây là một tên người Triều Tiên, họ là Koo.
Koo Sang-Min (tiếng Hàn: 구상민; sinh ngày 31 tháng 10 năm 1991) là một cầu thủ bóng đá Hàn Quốc thi đấu ở vị trí thủ môn cho Busan IPark.

## Sự nghiệp
Khi thi đấu cho Ulsan Dolphins, Koo ghi một bàn thắng trực tiếp từ pha đá phạt vào ngày 25 tháng 6 năm 2014 trong thắng lợi trước Gimhae City. Năm tiếp theo, anh đoạt danh hiệu cầu thủ xuất sắc nhất giải đấu khi Ulsan về đích đầu tiên. Koo ký hợp đồng với Busan IPark từ Ulsan Dolphins ngày 13 tháng 1 năm 2016.

## Thống kê sự nghiệp câu lạc bộ
Tính đến 3 tháng 12 năm 2017
| Thành tích câu lạc bộ | Thành tích câu lạc bộ | Thành tích câu lạc bộ  | Giải vô địch | Giải vô địch | Cúp     | Cúp       | Play-off | Play-off  | Tổng cộng | Tổng cộng |
| Mùa giải              | Câu lạc bộ            | Giải vô địch           | Số trận      | Bàn thắng    | Số trận | Bàn thắng | Số trận  | Bàn thắng | Số trận   | Bàn thắng |
| --------------------- | --------------------- | ---------------------- | ------------ | ------------ | ------- | --------- | -------- | --------- | --------- | --------- |
| 2014                  | Ulsan Dolphins        | Giải Quốc gia Hàn Quốc | 27           | 1            | 1       | 0         | -        | -         | 28        | 1         |
| 2015                  | Ulsan Dolphins        | Giải Quốc gia Hàn Quốc | 28           | 0            | 2       | 0         | -        | -         | 30        | 0         |
| 2016                  | Busan IPark           | K League 2             | 32           | 0            | 1       | 0         | 0        | 0         | 33        | 0         |
| 2017                  | Busan IPark           | K League 2             | 13           | 0            | 3       | 0         | 1        | 0         | 17        | 0         |
| Tổng cộng sự nghiệp   | Tổng cộng sự nghiệp   | Tổng cộng sự nghiệp    | 100          | 1            | 7       | 0         | 1        | 0         | 108       | 1         |